# رایشلزهایم (وتراو)
شهر رایشلزهایم (به آلمانی: Reichelsheim) در ایالت هسن در کشور آلمان واقع شده‌است.